# Claudio Della Penna
Claudio Della Penna (Roma, 12 de maio de 1989) é um futebolista italiano que joga atualmente no Pistoiese emprestado pela Roma.